# Mourazos (Orense)
Mourazos (llamada oficialmente San Martiño de Mourazos) es una parroquia y un lugar del municipio español de Verín, en la provincia de Orense, Galicia.

## Toponimia
La parroquia también es conocida por el nombre de San Martín de Mourazos.

## Organización territorial
La parroquia está formada por una entidad de población:
- Mourazos

## Demografía
Gráfica demográfica de la villa y parroquia de Mourazos según el INE español:
| Gráfica de evolución demográfica de Mourazos entre 2000 y 2023 |
|                                                                |
| Datos según el nomenclátor publicado por el INE.               |